# Воображляндия: Фильм
Воображляндия: Фильм — американский полнометражный мультфильм, основанный на трёх эпизодах мультсериала «Южный парк» — Воображляндия, Воображляндия эпизод II и Воображляндия эпизод III. Фильм, объединяющий три серии мультфильма, вышел на DVD почти сразу же после его премьерного выхода. Помимо кинотрилогии на диск вошли  —  эпизод 814 «Рождество у лесных тварей»,  1006 «Челмедведосвин», персонажи которых присутствуют в трилогии о Воображляндии.

## Сюжет
В кинотрилогии, именуемой «Кайл сосёт яйца Картмана», повествуется о том, как Кайл, Стэн и Баттерс отправляются в необыкновенную страну Воображляндию, в которой живут персонажи, придуманные людьми. Как только они прибывают туда, на страну воображения нападают террористы. Стэну, Кайлу и Картману удаётся выбраться, но Баттерс остаётся в руках террористов. Стэн и Кайл, под руководством правительства, проникают в Воображляндию и спасают Баттерса. Параллельно идёт конфликт Кайла и Картмана насчёт договора, согласно которому Кайл должен пососать яйца Картмана…

## Реакция
Реакция на фильм была в целом положительна, как и на эпизоды по отдельности. Сборы составили 75 000 000 долларов в мире и 7 621 850 долларов в РФ.